# Wyższa Szkoła Komunikacji i Zarządzania w Poznaniu
Wyższa Szkoła Komunikacji i Zarządzania w Poznaniu – uczelnia niepubliczna założona w 1997 roku.

## Władze
Rektor:
- dr Barbara Laskowska

Kierownik Zakładu Automatyki i Robotyki
- dr inż. Grzegorz Twardosz

Kierownik Zakładu Informatyki
- dr inż. Izabela Janicka-Lipska

Kierownik Zakładu Zarządzania i Inżynierii Produkcji
- dr inż. Eugeniusz Neumann

Kanclerz:
- mgr Małgorzata Kurzawa

## Kierunki studiów
Uczelnia daje możliwość podjęcia kształcenia na studiach inżynierskich  i licencjackich.
- Automatyka i Robotyka
- Informatyka
- Zarządzanie i Inżynieria produkcji
- Zarządzanie

## Działalność studencka

### Koła
- Studenckie Koło Naukowe Informatyki
- Studenckie Koło Naukowe Socjologii
- Studenckie Koło Naukowe Pedagogiki „Omega”
- Studenckie Marketingowe Koło Naukowe AIDA

## Siedziba Uczelni
- ul. Różana 17a, Collegium Marianum – siedziba Władz Uczelni, rektorat, dziekanat, biuro karier, biuro rekrutacji, biuro pełnomocnika Rektora ds. zagranicznych, laboratoria komputerowe, sale wykładowe, aula, biblioteka oraz działy administracyjne Uczelni.

Do dyspozycji studentów są:
- aula mieszcząca około 200 osób
- sale wykładowe mieszczące od 100 do 150 osób
- sale konwersatoryjne mieszczące do 50 osób
- sale ćwiczeniowe mieszczące do 25 osób
- laboratoria komputerowe – w każdym z nich 20 kompletnie wyposażonych stanowisk
- laboratoria językowe – mieszczące do 20 osób
- laboratoria techniczne – mieszczące do 20 osób
- sale seminaryjne – mieszczące do 15 osób.